# Ермоньєс Лопес
Ермоньєс Лопес (ісп. Hermógenes López; 19 квітня 1830 — 17 грудня 1898) — венесуельський військовий та політичний діяч, президент країни у 1887—1888 роках після усунення від влади генерала Антоніо Гусмана Бланко.

## Біографія
Про дитинство Лопеса відомо мало. Розпочав військову діяльність із приходом до влади Хосе Тадео Монагаса та його брата (1848—1858), брав участь у багатьох битвах тієї декади, після чого повернувся до сільського господарства.
Лопес став головою уряду штату Карабобо після перемоги на виборах над генералом Грегоріо Каденьйо (травень 1881). Зайняв пост президента Венесуели 8 серпня 1887 року у зв'язку з відставкою Гусмана Бланко.
Тимчасовий уряд Лопеса мав значну підтримку Ліберальної партії та суспільства.
За час перебування на чолі держави Ермоньєс Лопес відкрив залізничну лінію між Пуерто-Кабельйо та Валенсією, у лютому 1888 року було введено в експлуатацію підводний кабель до Європи. У квітні того ж року на батьківщину було повернуто рештки Хосе Антоніо Паеса.